# Tuffi ai XXI Giochi del Commonwealth - Trampolino 1 metro femminile
Il concorso dei tuffi dal trampolino 1 metro femminile dei Giochi del Commonwealth di Gold Coast si è svolto il 13 aprile 2018.

## Risultati
In verde sono indicati i finalisti
| Class | Atleta              | Preliminare | Preliminare | Finale          | Finale          |
| Class | Atleta              | Punti       | Class       | Punti           | Class           |
| ----- | ------------------- | ----------- | ----------- | --------------- | --------------- |
|       | Grace Reid          | 259.25      | 6           | 275.30          | 1               |
|       | Georgia Sheehan     | 263.75      | 2           | 264.00          | 2               |
|       | Esther Qin          | 273.80      | 1           | 252.95          | 3               |
| 4     | Julia Vincent       | 260.95      | 3           | 247.40          | 4               |
| 5     | Katherine Torrance  | 259.55      | 5           | 237.50          | 5               |
| 6     | Nur Dhabitah Sabri  | 258.60      | 7           | 235.80          | 6               |
| 7     | Alicia Blagg        | 259.90      | 4           | 228.55          | 7               |
| 8     | Jasmine Lai Pui Yee | 249.20      | 8           | 223.20          | 8               |
| 9     | Kimberly Bong       | 213.95      | 12          | 220.25          | 9               |
| 10    | Micaela Bouter      | 230.75      | 11          | 217.25          | 10              |
| 11    | Nicole Gillis       | 231.90      | 10          | 210.95          | 11              |
| 12    | Shaye Boddington    | 237.95      | 9           | 194.50          | 12              |
| 13    | Elizabeth Cui       | 198.80      | 13          | Did not advance | Did not advance |
| 14    | Yashoda de Silva    | 117.90      | 14          | Did not advance | Did not advance |